# 大浜村 (島根県)
大浜村（おおはまむら）は、島根県邇摩郡にあった村。現在の大田市の一部にあたる。

## 地理
温泉津湾の西方に位置していた。

## 歴史
- 1889年（明治22年）4月1日、町村制の施行により、邇摩郡上村、飯原村、小浜村が合併して村制施行し、大浜村が発足[1][2]。
- 1941年（昭和16年）8月1日 - 邇摩郡温泉津町に編入され廃止[1][2]。

## 交通

### 鉄道
- 1918年（大正7年）- 山陰本線開通。小浜に温泉津駅開設[1]。